# Saison 1973 de l'ATP
Résultats des principaux tournois de tennis organisés par l'ATP en 1973. 

## Résultats
| Date  | Tournoi         | Tournoi | Dotation  | Surface      | Vainqueur     | Vainqueur | Finaliste      | Finaliste | Score                   | Tableau |
| ----- | --------------- | ------- | --------- | ------------ | ------------- | --------- | -------------- | --------- | ----------------------- | ------- |
| 26/12 | Australian Open |         | $ 27 450  | Herbe        | John Newcombe |           | Onny Parun     |           | 6-3, 6-7, 7-5, 6-1      | Tableau |
| 21/05 | Roland-Garros   |         |           | Terre battue | Ilie Năstase  |           | Nikola Pilić   |           | 6-3, 6-3, 6-0           | Tableau |
| 25/06 | Wimbledon       |         |           | Herbe        | Jan Kodeš     |           | Alex Metreveli |           | 6-1, 9-8, 6-3           | Tableau |
| 29/08 | US Open         |         | $ 118 000 | Herbe        | John Newcombe |           | Jan Kodeš      |           | 6-4, 1-6, 4-6, 6-2, 6-3 | Tableau |
| 04/12 | Masters         |         | $ 50 000  | Synthétique  | Ilie Năstase  |           | Tom Okker      |           | 6-3, 5-7, 4-6, 6-3      | Tableau |

## Classement final ATP 1973
| N° | Joueur           | Pays |
| -- | ---------------- | ---- |
| 1  | Ilie Năstase     |      |
| 2  | John Newcombe    |      |
| 3  | Jimmy Connors    |      |
| 4  | Tom Okker        |      |
| 5  | Stan Smith       |      |
| 6  | Ken Rosewall     |      |
| 7  | Manuel Orantes   |      |
| 8  | Rod Laver        |      |
| 9  | Jan Kodeš        |      |
| 10 | Arthur Ashe      |      |
| 11 | Tom Gorman       |      |
| 12 | Roy Emerson      |      |
| 13 | Marty Riessen    |      |
| 14 | Adriano Panatta  |      |
| 15 | Nikola Pilić     |      |
| 16 | Roger Taylor     |      |
| 17 | Jaime Fillol     |      |
| 18 | Björn Borg       |      |
| 19 | Cliff Richey     |      |
| 20 | Paolo Bertolucci |      |